# Cismon del Grappa
Cismon del Grappa este o comună din provincia Vicenza, regiunea Veneto, Italia, cu o populație de 925 locuitori (1 ianuarie 2018) și o suprafață de 34,79 km².

## Demografie
Cismon del Grappa - evoluția demografică

|  | Graficele sunt indisponibile din cauza unor probleme tehnice. Mai multe informații se găsesc la Phabricator și la wiki-ul MediaWiki. |

Date: Recensăminte sau birourile de statistică - grafică realizată de Wikipedia